# Tranqueras
Tranqueras é uma localidade uruguaia do departamento de Rivera, a noroeste do departamento, banhada pelo Rio Tacuarembó.. Está situada a 131 km da cidade de Rivera, capital do departamento e a 474 km da cidade de Montevidéu.

## Toponímia
O nome da localidade surge do fato de que a povoação ficava entre grandes fazendas e para divisá-las fora posto uma porteira (tranquera), daí o primeiro nome do núcleo, "Paso Tranqueras".

## História
A localidade foi reconhecida oficialmente como povoado pela Lei 5.107 de 22 de julho de 1914 e posteriormente em 1963 foi elevada à categoria de vila pela Lei 13.167 de 15 de outubro. Em 1994, pela lei 16.667 foi elevada à categoria de cidade.
Com a criação do segundo nível administrativo (Municípios do Uruguai - Lei Nº 18567), a maioria das localidades com mais 2.000 habitantes foi transformada em município. Pela Lei Nº 18653 de 15 de março de 2010 foi instituído o município de Tranqueras.. Em 2013 pediu ao departamento de Rivera o aumento de seu território e o mesmo foi aceito, passando a também pertencer a este município as paragens de La Palma, Boquerón, Bola de Oro, Lunarejo, Brigada Civil, Piedra Blanca, Laureles e Paraje Sauzal

## População
Segundo o censo de 2011 a localidade contava com uma população de 7.235 habitantes.
| Variação demográfica do município entre 1908 e 2011 |
|                                                     |

## Geografia
No território do município se localizam a Cuchilla de Haedo e a Paisagem Preservada Vale do Lunarejo, uma das áreas pertencentes ao Sistema Nacional de Áreas Naturais Protegidas do Uruguai

## Economia
A cidade é considerada a capital uruguaia da Melancia e da Silvicultura, tendo como grande evento a "Fiesta de la Sandía e la Forestación"

## Autoridades
A autoridade do município é o Conselho Municipal, sendo o alcalde ("prefeito") e quatro concejales
Alcaldes:
| Nº | Alcalde      | Partido          | Inicio do mandato  | Fim do mandato | Observações      |
| -- | ------------ | ---------------- | ------------------ | -------------- | ---------------- |
| 1  | Milton Gómez | Partido Colorado | 9 de julho de 2010 | julho de 2015  | Alcalde eleito   |
| 1  | Milton Gómez | Partido Colorado | julho de 2015      | 2020           | Alcalde reeleito |

## Esportes
A cidade de Tranqueras possui uma liga de futebol afiliada à OFI, a Liga de Fútbol de Tranqueras. . Na cidade se localiza o Estádio Euclides Silva Bittencourt

## Geminação de cidades
A cidade de Tranqueras não possui acordos de geminação com outras cidades

## Religião
A cidade possui a Paróquia "Sagrado Coração", subordinada à Diocese de Tacuarembó

## Transporte
O município possui a seguinte rodovia:
- Ruta 30, que liga Bella Unión (na Zona Rural, empalme com Ruta 3) ao cruzamento com a Ruta 5 (interior do departamento de Rivera). [19][20]